# Matthias Flach
Matthias Flach (ur. 30 września 1982 w Rostocku) – niemiecki wioślarz, reprezentant Niemiec w wioślarskiej ósemce podczas Letnich Igrzysk Olimpijskich w Pekinie.

## Osiągnięcia
- Mistrzostwa Świata – Mediolan 2003 – czwórka ze sternikiem – 3. miejsce[2].
- Mistrzostwa Świata – Gifu 2005 – czwórka ze sternikiem – 3. miejsce[2].
- Mistrzostwa Świata – Eton 2006 – czwórka ze sternikiem – 1. miejsce[2].
- Mistrzostwa Świata – Monachium 2007 – czwórka ze sternikiem – 3. miejsce[2].
- Igrzyska Olimpijskie – Pekin 2008 – ósemka – 8. miejsce[1].